# リオデジャネイロ:山と海との間のカリオカの景観群
リオデジャネイロ : 山と海との間のカリオカの景観群（リオデジャネイロ : やまとうみとのあいだのカリオカのけいかんぐん）は、ブラジルの大都市リオデジャネイロにあるUNESCOの世界遺産リスト登録物件である。街並みを対象とする世界遺産ではなく、コルコバードの丘やコパカバーナ海岸など、都市周辺の人の手が加わって発達してきた文化的景観がまとめて対象となっている。文化的景観を対象とする世界遺産の登録は、ブラジルでは2012年に登録された本件が初めてであった。リオデジャネイロの美しい景観は「世界三大美港」の一つとも言われる。それらの美しい景観群は、文芸、音楽、都市計画など、広範囲な分野において創作を触発してきた。なお、登録名に含まれる「カリオカ」とは、リオデジャネイロの住民や出身者を指す名詞、または都市と住民の形容詞形である。

## 登録経緯
この物件が世界遺産の暫定リストに記載されたのは2001年8月7日のことであり、最初の推薦は翌年2月29日に行われた。このときの推薦名は「リオデジャネイロ : ポン・ヂ・アスーカル、チジュカの森および植物園」(Rio de Janeiro : Sugar Loaf, Tijuca Forest and the Botanical Gardens) で、複合遺産としての推薦であった。2003年の第27回世界遺産委員会で審議された際には、自然遺産要素については「不登録」、文化遺産要素については「登録延期」と決議された。一度「不登録」と決議された物件は、同じ理由での再推薦はできなくなる。そして、ブラジル当局は、文化遺産候補（文化的景観）として推薦書を再構成した。
再推薦は2011年1月27日のこととなった。これを受けて、世界遺産委員会の諮問機関である国際記念物遺跡会議 (ICOMOS) は、翌年春に「情報照会」を勧告した。ICOMOSは推薦物件が顕著な普遍的価値を持つことを認めつつも、管理面での不備を指摘したのである。
しかし、その年の第36回世界遺産委員会では逆転での登録が認められた。ブラジルの世界遺産としては19件目であり、2年前の第34回世界遺産委員会で登録されたサン・クリストヴァンの町のサン・フランシスコ広場に続いて2件連続での逆転登録となった。文化的景観の登録は、ブラジルでは初である。
なお、ICOMOSから指摘されていた管理面の不備は、ほぼそのまま付帯的に採用され、改善すべきことが勧告された。

### 登録名
世界遺産としての正式登録名は、Rio de Janeiro: Carioca Landscapes between the Mountain and the Sea （英語）、Rio de Janeiro, paysages cariocas entre la montagne et la mer （フランス語）である。その日本語訳は資料によって以下のような違いがある。
- リオデジャネイロ : 山と海の間のカリオッカの景観 - 日本ユネスコ協会連盟[3]
- リオデジャネイロ : 海と山の間のカリオカの景観 - 西和彦[10]
- リオ・デ・ジャネイロ : 山と海に囲まれたカリオカの景観 - 世界遺産アカデミーほか[11][12]
- リオ・デ・ジャネイロ : 山と海との間のカリオカの景観群 - 古田陽久 古田真美[13]
- リオデジャネイロの景観 - 谷治正孝[14]
- リオ・デ・ジャネイロの山と海の美しい景観 - 地球の歩き方[15]

## 構成資産
構成資産はコルコバードのキリスト像で知られるコルコバードの丘やリオデジャネイロ植物園などを含むチジュカ国立公園関連の3件と、コパカバーナ海岸を含むグアナバラ湾周辺の1件の、計4件で構成されている。

### チジュカ国立公園とその周辺
チジュカ国立公園は1961年に設定された国立公園で、「都市公園の森林の再造林では世界で最も成功した例の一つ」とされている。公園内には、コルコバードの丘が含まれる。リオデジャネイロ周囲の山はコーヒー栽培や放牧のために森林が切り払われたが、その結果、市民の水需要を支える河川は涸れ、首都リオデジャネイロは水不足と雨季の水害に悩まされるようになった。19世紀後半からブラジル政府がチジュカを管理下に置いて植林を進めていった結果、荒れ野は森に戻り、大西洋岸森林の生態系が復活している。
コルコバードの丘（コルコバード山）は標高700mあまりの丘（山）で、リオデジャネイロ市街と海岸を一望できる人気スポットである。この丘には、リオデジャネイロのシンボルとかトレードマークといわれるコルコバードのキリスト像が建っている。8 mの台座の上に両手を広げて直立する高さ30 mのこの像は、ブラジル独立100周年を記念するもので、1931年に建てられた。フランス人芸術家ポール・ランドウスキ (Paul Landowsky) 監修、エイトル・ダ・コスタ・エ・シルヴァ (Heitor da Costa e Silva) 設計で、アール・デコが採用されている。
このほか、パラグライダーの愛好者たちが飛び立つときにも利用されているペドラ・ダ・ガヴェアも含まれる。
コルコバードの丘の南にはリオデジャネイロ植物園がある。これはポルトガル王ジョアン6世の植物収集が元になって19世紀初頭に成立した植物園で、21世紀初頭の時点で、約8,000種の植物が植えられている。森林保護区の部分と庭園の部分から成り、庭園には新古典主義様式が採用されている。

### 海岸部
グアナバラ湾は1502年にポルトガル人が到達したが、湾口が狭いことから河口と誤認され、「1月の川」を意味するリオデジャネイロの名の語源となった。
湾に面したフラメンゴ海岸には、1961年から1965年にかけて設定されたフラメンゴ公園がある。面積は1,200万m2で、1956年に建設された戦没者慰霊塔と近代美術館などを含んでいる。また、湾口には高さ396 mの花崗岩の岩山ポン・ヂ・アスーカルがそびえる。これは手前のウルカの丘を経由して頂上に至るロープウェーが整備されている。ポン・ヂ・アスーカルは「砂糖パン」の意味で、英語名シュガー・ローフも同じ意味である。
沿岸部には、リオデジャネイロにとどまらずブラジル最大の保養地の一つとされ、世界的な知名度を獲得しているコパカバーナ海岸がある。海岸沿いには大通りが面し、高級ホテルも多く建っている。

## 構成資産リスト
世界遺産センターが公表している個別構成資産名および世界遺産登録ID番号は以下の通りである。
- チジュカの森、プレトス・フォロス、コヴァンカ - チジュカ国立公園 (Tijuca Forest, Pretos Forros and Covanca – Tijuca National Park, 1100rev-001)
- ペドラ・ボニータとペドラ・ダ・ガヴェア - チジュカ国立公園 (Pedra Bonita and Pedra da Gávea - Tijuca National Park, 1100rev-002)
- カリオカ山脈 - チジュカ国立公園と植物園 (Carioca Mountaion range - Tijuca National Park and Botanic Gardens, 1100rev-003)
- グアナバラ湾口と人工的な海岸線 - フラメンゴ公園、ニテロイの歴史的要塞群、ポン・ヂ・アスーカル国家記念物、コパカバーナ海岸通り (Mouth of Guanabara Bay and Manmade Shorelines – Flamengo Park, Historic Forts of Niterói, Sugar Loaf Natural Monument Copacabana Seafront,  1100rev-004)

## 登録基準
ブラジル当局は、世界遺産の登録基準 (1)、(2)、(6) に該当するとして推薦していたが、ICOMOSは勧告書の中で (1) と (2) の適用を否定する代わりに、ブラジル当局が考慮していなかった基準 (5) の適用が可能である旨を説明した。この判断は世界遺産委員会でも踏襲されたので、この世界遺産は世界遺産登録基準のうち、以下の条件を満たし、登録された（以下の基準は世界遺産センター公表の登録基準からの翻訳、引用である）。
- (5) ある文化（または複数の文化）を代表する伝統的集落、あるいは陸上ないし海上利用の際立った例。もしくは特に不可逆的な変化の中で存続が危ぶまれている人と環境の関わりあいの際立った例。
  - 世界遺産委員会はこの基準の適用理由について、「リオデジャネイロの都市の発展は、自然と文化の創造的融合によって形作られている。この交流は、たゆまざる伝統的過程の結果ではなく、むしろわずか1世紀ほどの間の、都市中心部における大規模な革新的景観の創造へ導いた科学的、環境的、意匠的諸思想に基礎を置いた交流を反映しているのである。これらの諸過程は、多くの作家や旅行者たちから卓抜な美に属すると認識された都市景観を創出し、そして都市の文化も形作ったのである」[31]と説明した。

- (6) 顕著で普遍的な意義を有する出来事、現存する伝統、思想、信仰または芸術的、文学的作品と直接にまたは明白に関連するもの（この基準は他の基準と組み合わせて用いるのが望ましいと世界遺産委員会は考えている）。
  - 世界遺産委員会はこちらの登録基準の適用理由について、「リオデジャネイロの劇的な景観は、芸術、文学、詩歌、音楽などの多くの表現様式にとってのインスピレーションを提供した。湾、ポン・ヂ・アスーカル、救世主キリスト像などを示すリオの表象群は、19世紀半ば以降、世界的に広く知られる要素となった」[32]等と説明した。

## ギャラリー

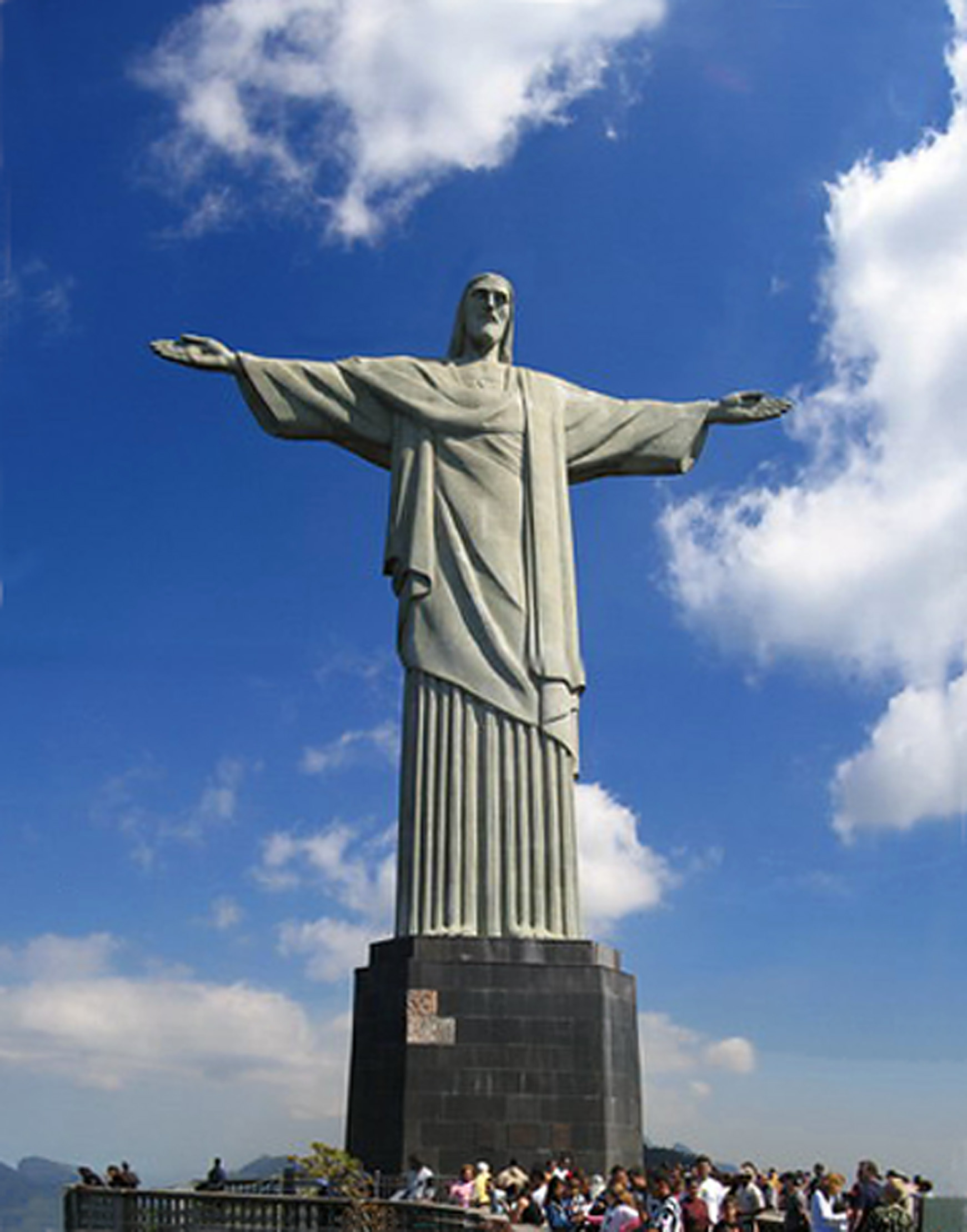
コルコバードのキリスト像（正面）
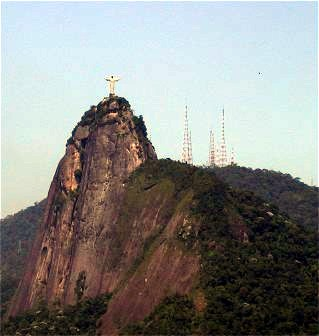
コルコバードの丘
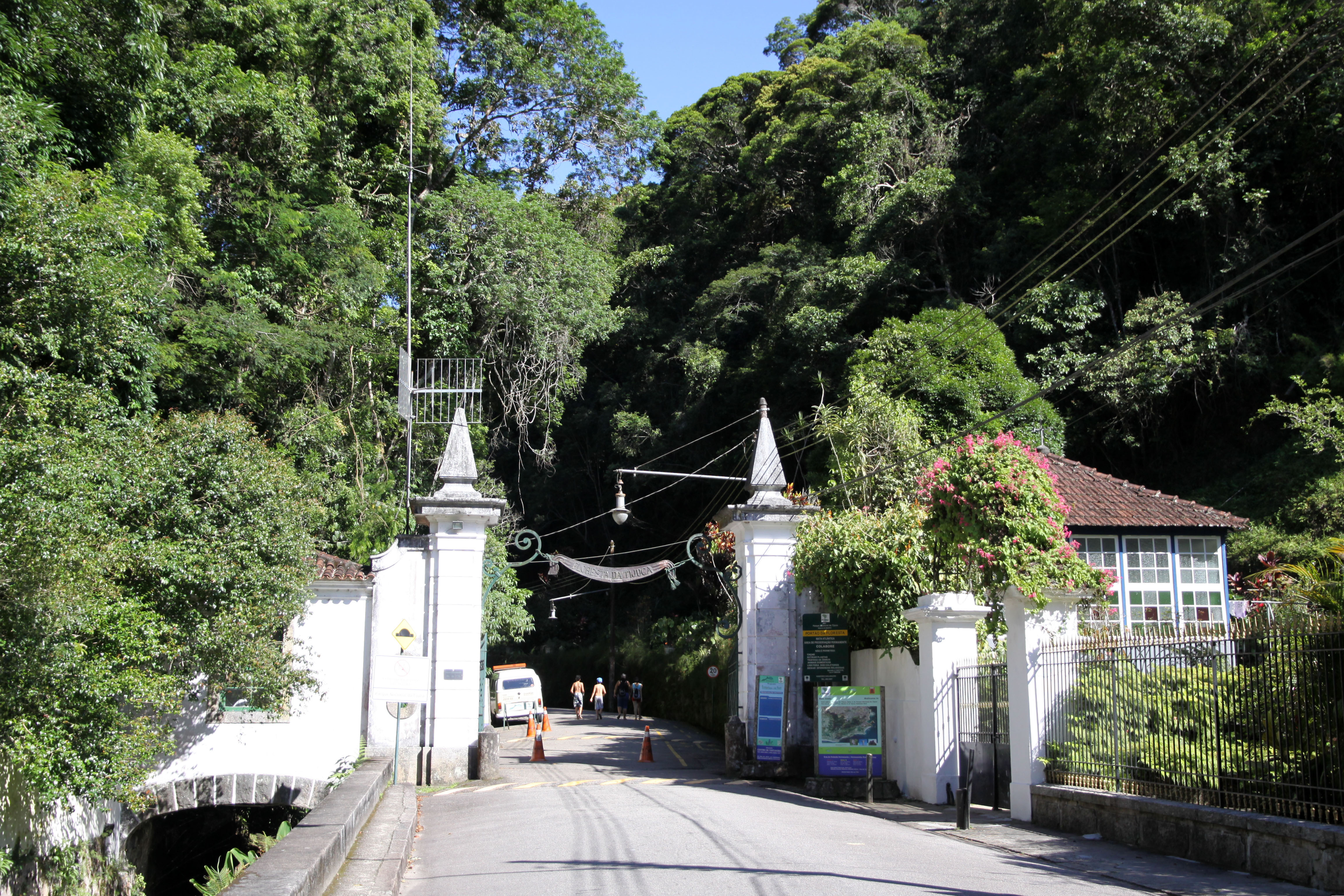
チジュカの森
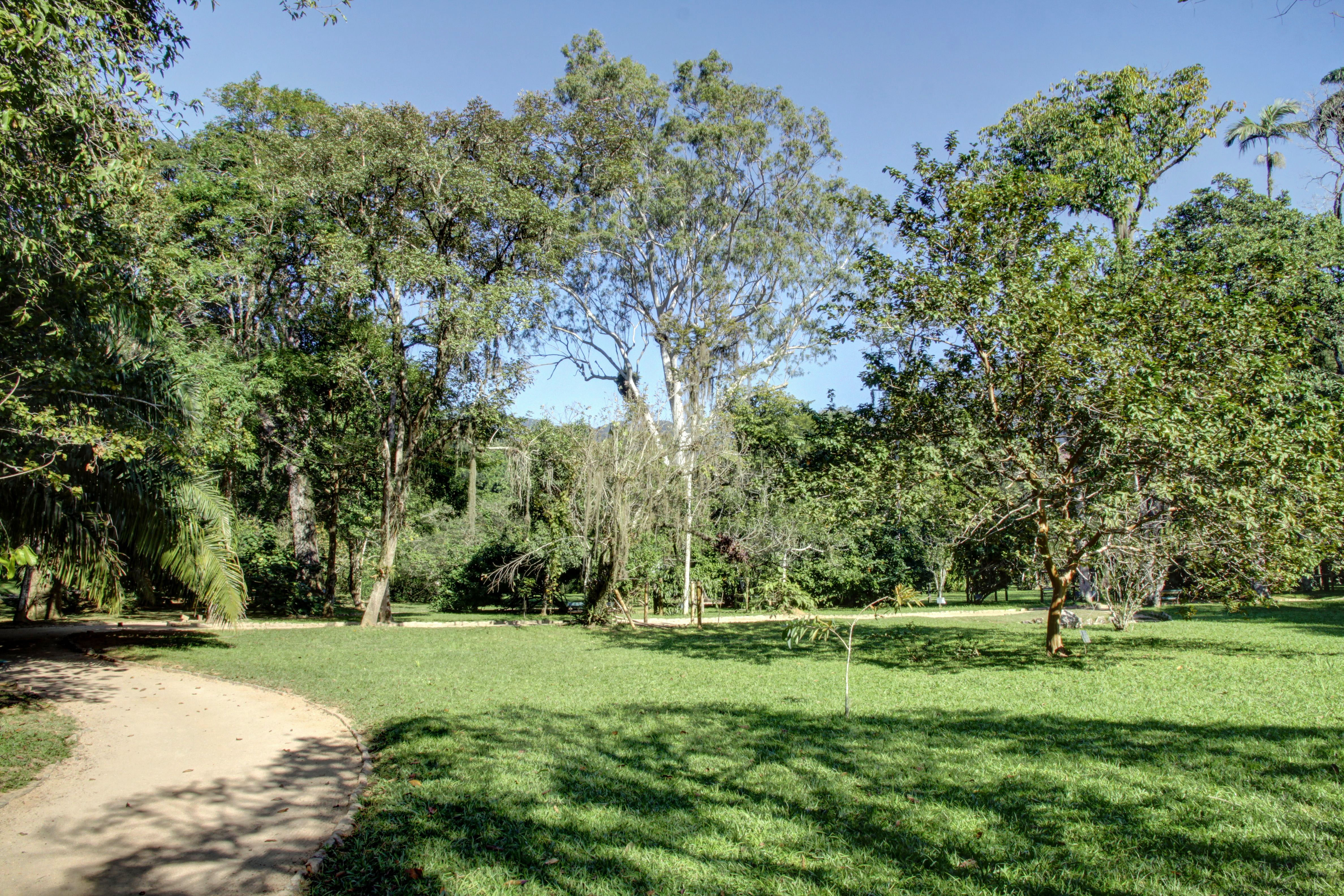
植物園
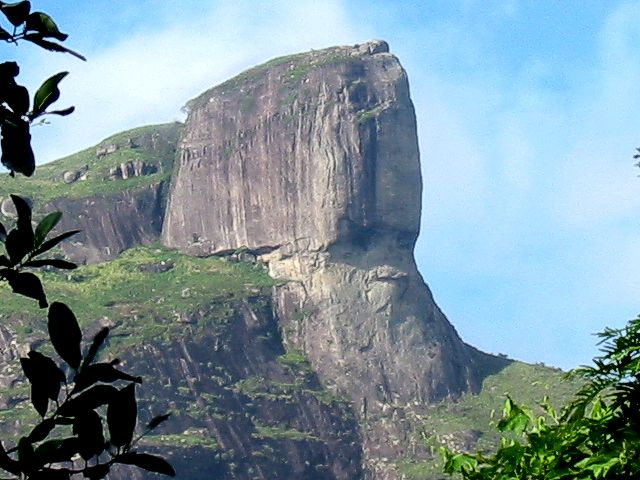
ペドラ・ダ・ガヴェア
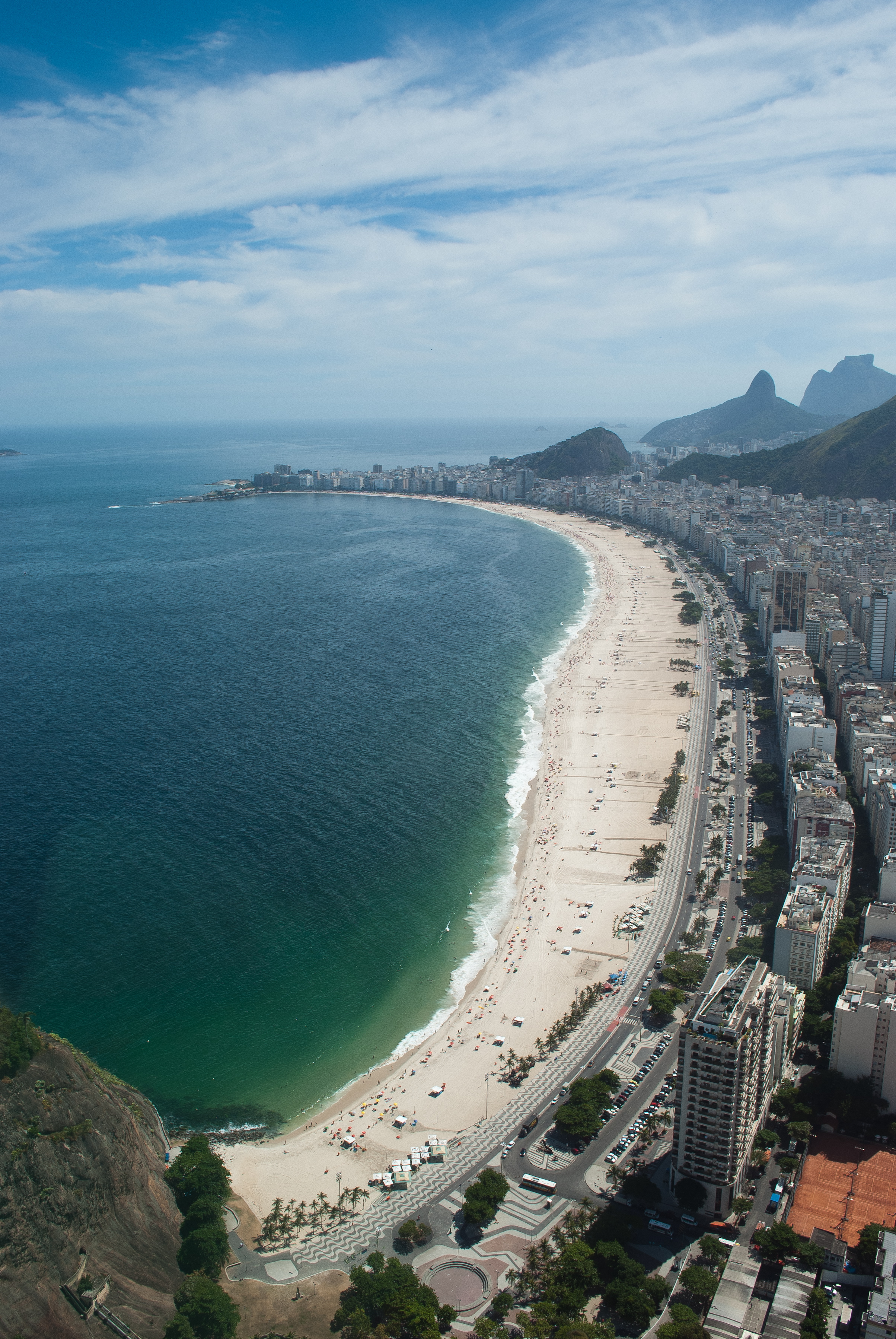
コパカバーナ海岸